# (33242) 1998 HR6
1998 HR6 (asteroide 33242) é um asteroide da cintura principal. Possui uma excentricidade de 0.09870020 e uma inclinação de 9.37077º.
Este asteroide foi descoberto no dia 22 de abril de 1998 por ODAS em Caussols.